# Casco Viejo de Vigo
El Casco Viejo de Vigo, también denominado Casco Vello de Vigo en documentos oficiales, es la parte más antigua de la ciudad correspondiente al primitivo asentamiento urbano. Está constituido, a grandes rasgos, por la parte de la ciudad localizada en el interior de la antigua muralla medieval, construida en el año 1656 como medida de protección frente a las invasiones, sobre todo marítimas por parte de corsarios y terrestres desde Portugal. Aunque la mayor parte de la estructura fue derruida en 1858, todavía se conservan algunos fragmentos, así como dos construcciones que formaban parte de ella: el castillo de San Sebastián y la fortificación del Castro.
Entre los monumentos y lugares singulares, destacan la Concatedral de Santa María de Vigo, las plazas de la Constitución, A Pedra o la Puerta del Sol, así como multitud de edificios civiles de estilo modernista ecléctico.
El centro histórico de la ciudad posee una gran riqueza arquitectónica y conserva numerosos restos de las épocas medieval, moderna y contemporánea. Fue declarado Bien de Interés Cultural como Conjunto Histórico Artístico en 2006 por la Xunta de Galicia.

## Historia
Vigo y su comarca estuvieron poblados desde tiempos antiguos. La cultura castreña, que abarca toda la Edad de Hierro, se desarrolló en Galicia desde el siglo VIII a. C. hasta el final del I d. C., ya en plena época romana. Esta cultura dejó en Vigo importantes huellas, como demuestra la existencia de 26 castros catalogados. Este dato lleva a pensar que en esta época Vigo tuvo una de las mayores densidades de población de toda Galicia. El mayor de estos poblados era el situado en la ladera del monte del Castro. Sus habitantes vivían de la agricultura, actividad que complementaban con la caza y la pesca. Eran una población hábil en la forja del hierro y el tallado de la piedra.
El proceso de romanización duró cerca de seiscientos años de los que quedaron relevantes vestigios investigados en numerosas excavaciones arqueológicas: villas (villae), esparcidas por todo el litoral (Alcabre, Toralla…), restos de instalaciones portuarias, calles, instalaciones industriales (salinas y factorías de salado), necrópolis, restos hundidos, además de una intensa romanización de los poblados castreños del municipio. Recientes intervenciones arqueológicas en la zona del Areal y en la zona antigua pusieron de manifiesto la posible existencia, por lo menos entre los siglos III y VI d. C., de un importante asentamiento, el vicus romano.

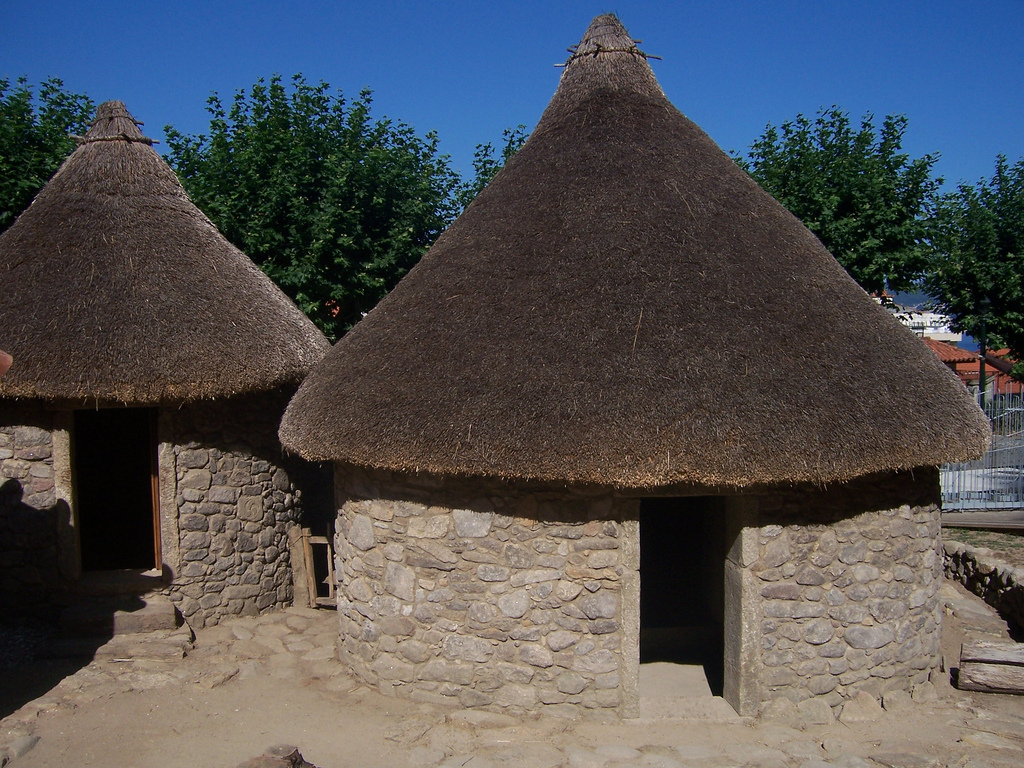
Castro de Vigo.

La información disponible sobre la Edad Media es muy escasa, especialmente durante la Alta Edad Media. Fue un período en el que las incursiones germánicas y los ataques piratas procedentes del norte de Europa hicieron que la población se desplazase hacia el interior buscando mayor seguridad.
En 1587 la villa contaba con 868 vecinos, pero las epidemias de la peste y los ataques piratas limitaron su crecimiento demográfico. Los armadores vigueses organizaron la defensa de la ría, rechazando en 1589 el ataque de una armada inglesa dirigida por Francis Drake (que ya había atacado la ciudad en 1585) y consiguieron de la corona española la patente de corso para saquear los barcos comerciales enemigos. Ante las sucesivas acometidas (como la de los piratas argelinos en 1617), y en tiempos de guerra con Portugal, se acomete la construcción de la muralla en 1665. Es así como comienza a configurarse la morfología de la ciudad. La muralla contaba con seis puertas de acceso: Porta do Pracer, Porta do Sol, Porta da Gamboa, Porta da Laxe, Porta da Ribeira y la Porta da Falperra. La muralla estaba protegida por once baluartes y baterías artilleras.

## Lugares y monumentos de interés

### Edificios religiosos
Entre los edificios religiosos del centro histórico destaca la Concatedral de Santa María de Vigo, situada en la plaza de la Iglesia. También destaca la Iglesia de Santiago de Vigo.

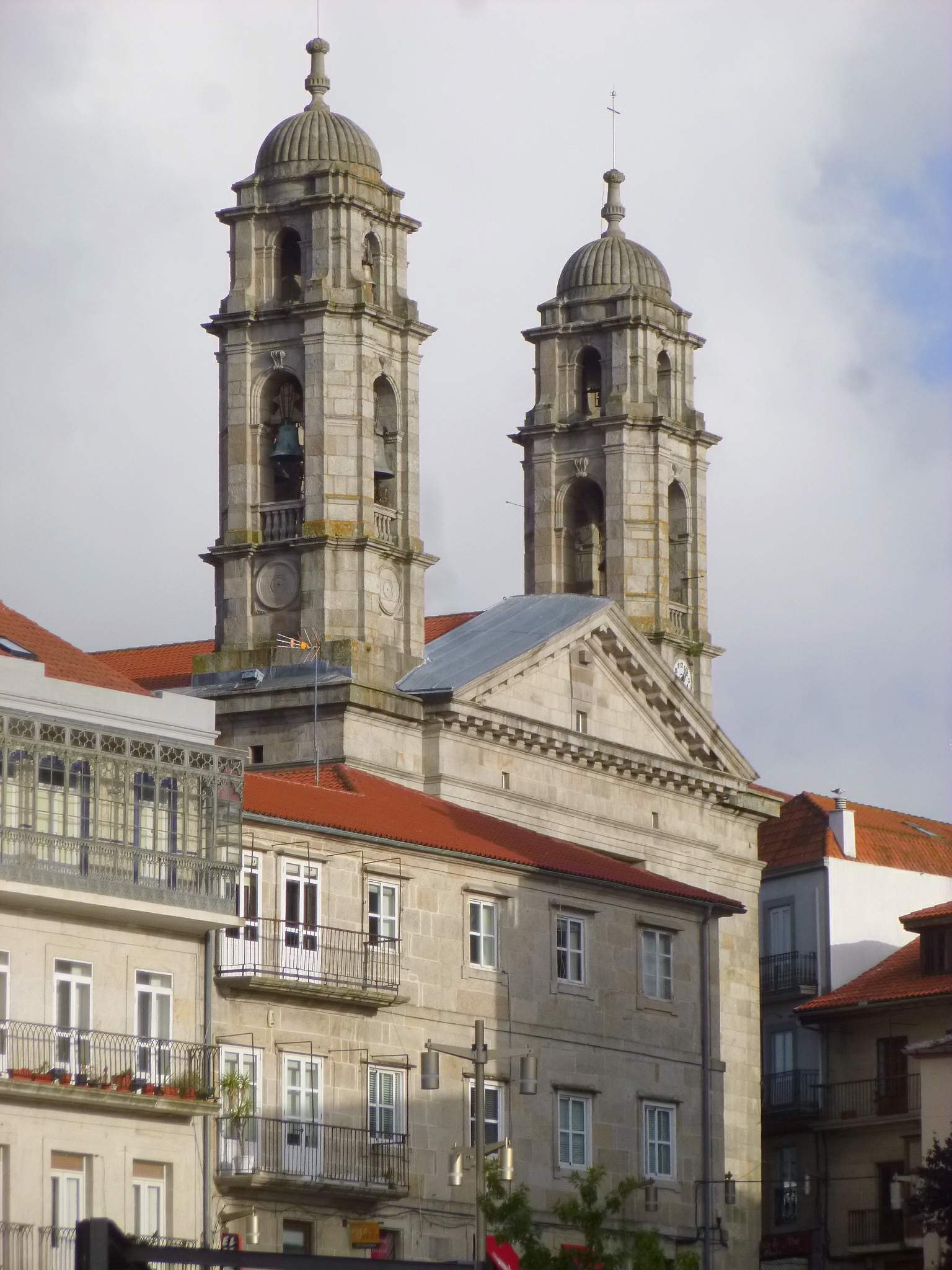
Concatedral de Santa María de Vigo.

### Edificios civiles
Los edificios civiles más importantes de la zona antigua viguesa son el Castillo de San Sebastián y la Fortaleza del Castro.

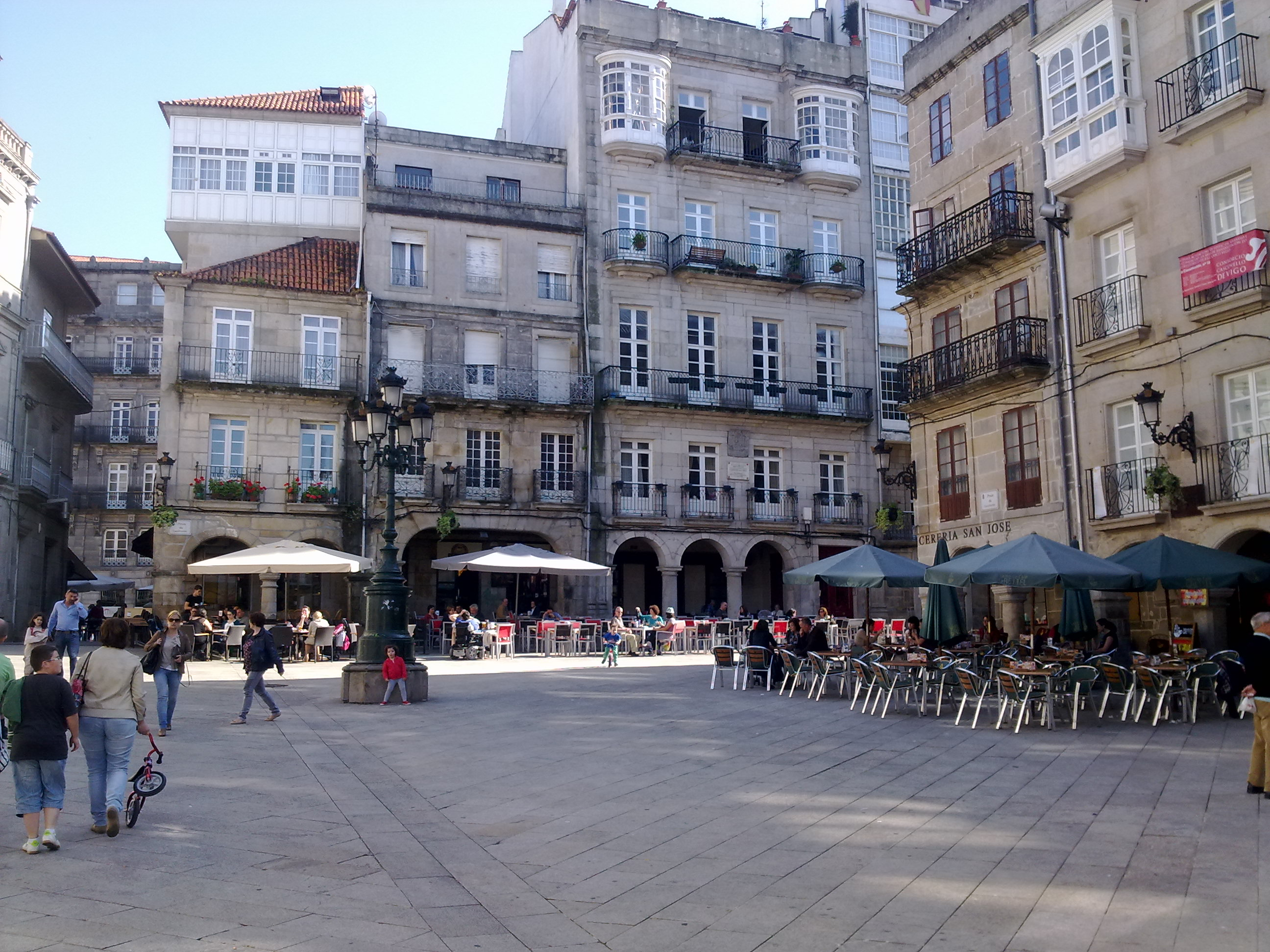
plaza de la Constitución.

Entre las plazas, destacan la plaza de la Constitución, porticada a la entrada de la zona antigua y considerada como la plaza mayor de Vigo. En ella se encuentra el antiguo ayuntamiento de Vigo, construido en 1859 por José María Ortiz y Sánchez; y la Puerta del Sol, lugar donde se encuentra el monumento conocido popularmente como El Sireno, del que es autor el escultor Francisco Leiro. Es el centro neurálgico o kilómetro 0 de la ciudad. Otras plazas son la plaza de la Piedra, la plaza de la Iglesia, del Berbés, las calles Príncipe, Urzaiz y Gran Vía.
En la plaza de Compostela, anexa a la zona antigua de la ciudad y al puerto, se encuentra una alameda. Creada a finales del siglo siglo XIX en una zona ganada al mar, constituye el primer parque urbano creado en Vigo. La mayoría de sus árboles son centenarios, destacando las magnolias y las camelias, junto a otras especies exóticas. El parque, de forma rectangular, se caracteriza por su gran fuente en el centro, cuenta también con diversas esculturas de motivos animales (José Luis Medina Castro) y antropomórficas (Camilo Nogueira Martínez). Destacan dos esculturas en bronce: una del almirante Casto Méndez Núñez, obra de Agustín Querol, y otra del novelista Domingo Villar, creada por Pedro Dobao.

## Museos

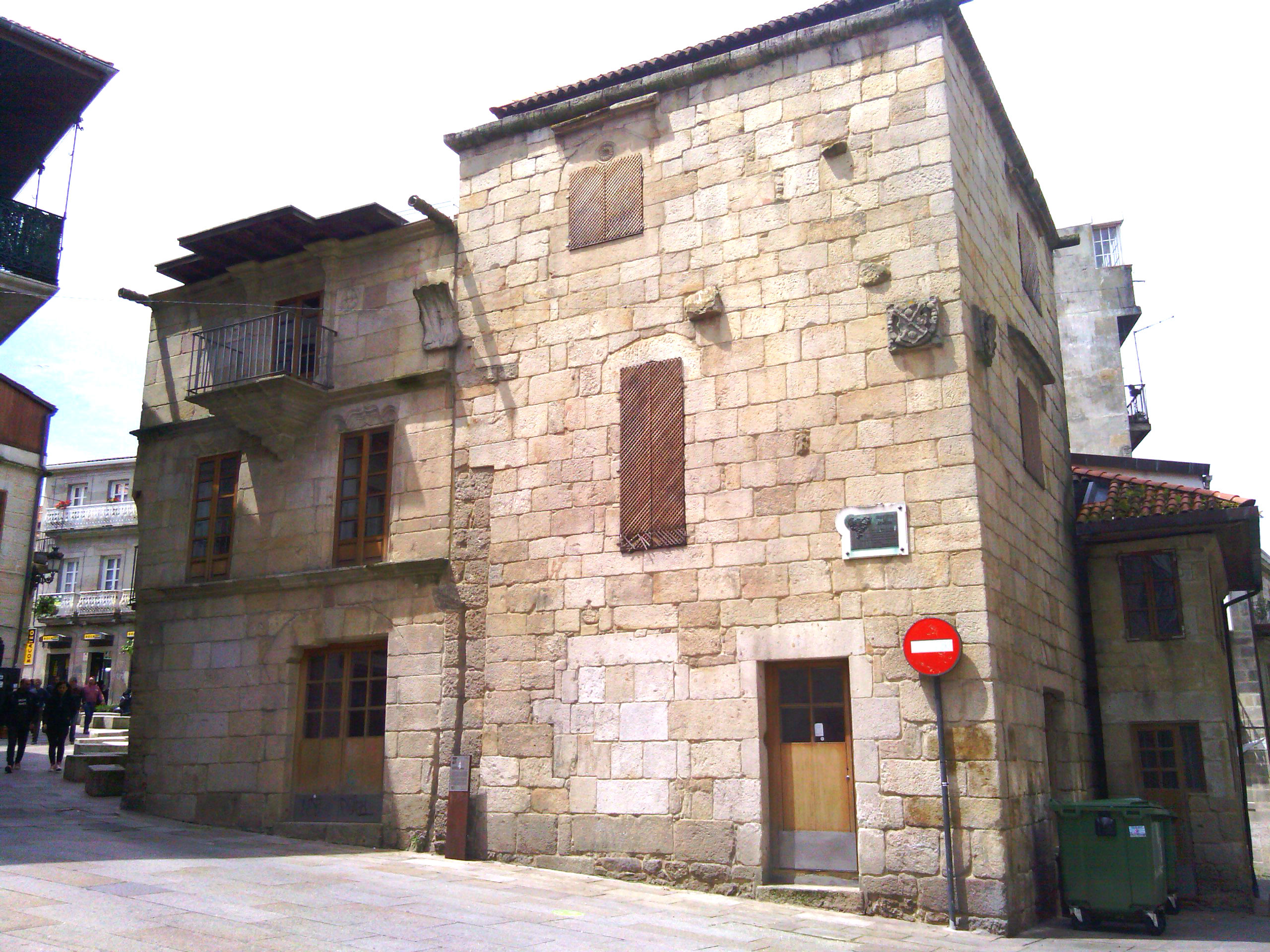
Casa Torre de Ceta y Arines y Casa Torre de Pazos Figueroa, ambas edificaciones albergan el Instituto Camões de Vigo.

El Museo de Arte Contemporáneo de Vigo está situado en un edificio que en su origen fue una cárcel. Años después sería rehabilitado de forma que el 13 de noviembre de 2002 volvería a abrir sus puertas como museo. Consta de dos plantas y un espacio anexo. Acoge exposiciones artísticas en diversos soportes tales como fotografía, escultura o pintura. Además de estas muestras también presenta diversas actividades didácticas.
La Casa de las Artes, situada en la calle de Policarpo Sanz, es el centro principal de exposiciones temporales programadas por la unidad de cultura del ayuntamiento de Vigo. También constituye la sede de la Fundación Laxeiro, del Archivo Pacheco y de la colección Luís Torras.
La Casa Gallega de la Cultura es un centro multidisciplinar, en el que se concilia la programación de actividades artísticas y literarias con la existencia de un fondo bibliográfico y museográfico altamente cualificado en lo que se refiere al estudio de la realidad histórica y actual de Galicia. El centro dispone de sala de exposiciones temporales, salón de actos, sala de exposición permanente, sala de lectura y sala de lectura para investigadores, además de dependencias de uso interno. Entre los elementos más destacables de la Casa Gallega de la Cultura cabe referirse a la Biblioteca Penzol, la Biblioteca Fernández del Riego y el Museo Francisco Fernández del Riego.

## Eventos culturales y festividades

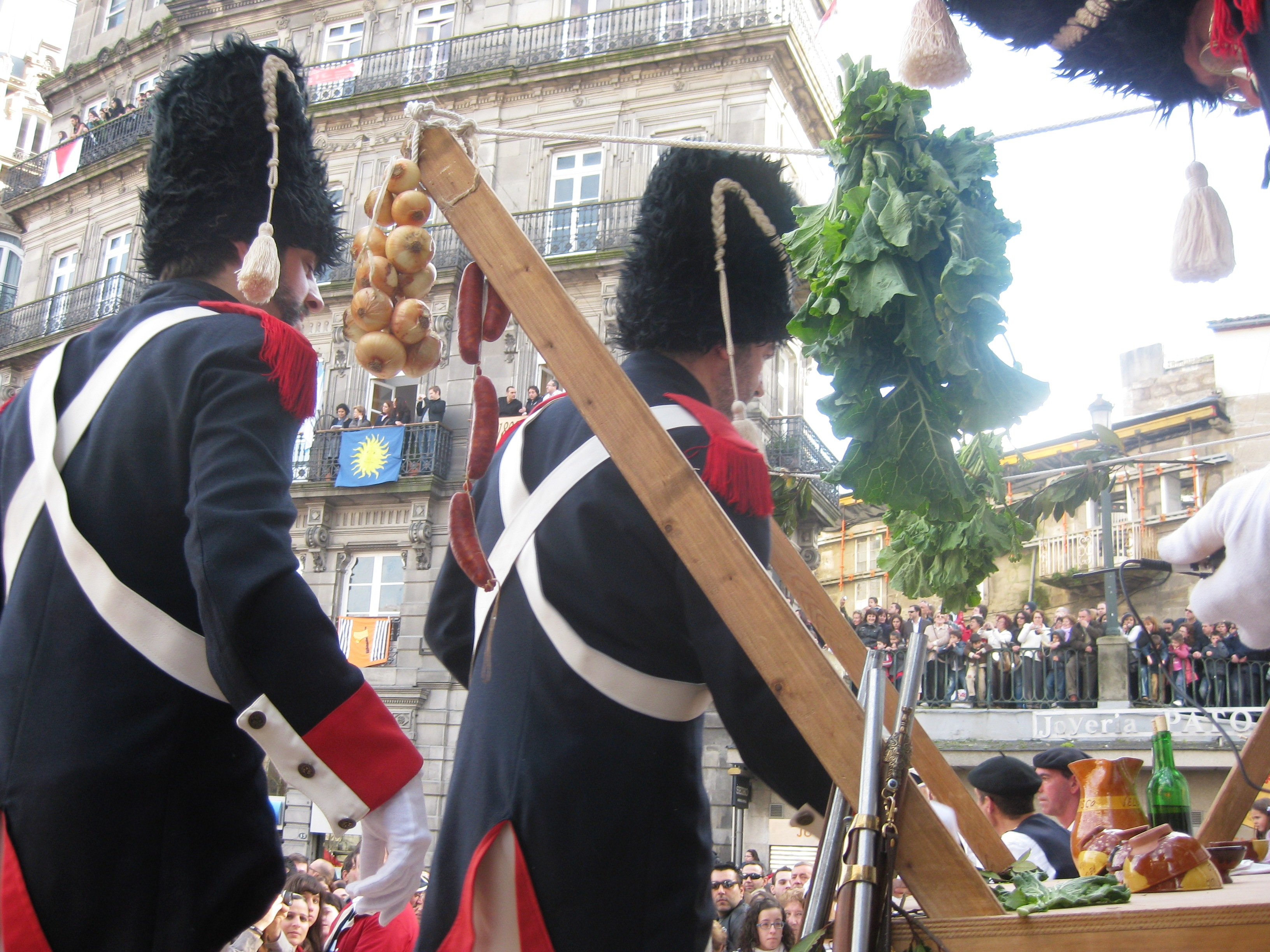
Celebración de la Reconquista en Vigo.

La Fiesta de la Reconquista de Vigo es una fiesta histórica que se celebra en la zona vieja de la ciudad, entre finales de marzo y principios de abril. La fecha oficial es el 28 de marzo, festivo local en Vigo. La fiesta representa la toma de la ciudad por los franceses a principios del siglo XIX y la reconquista por los habitantes de Vigo.
Además de las actuaciones, hay otras actividades en las distintas calles de la zona vieja de la ciudad, música popular, puestos de gastronomía y artesanía estilo feria. Hoy es la celebración más emblemática de la ciudad, siendo declarada fiesta de interés turístico nacional en 2019.